# Can Catero
Can Catero o també cal Catero, és una obra del municipi de Cornudella de Montsant (Priorat) inclosa en l'Inventari del Patrimoni Arquitectònic de Catalunya.

## Descripció
Edifici de planta baixa, un pis i golfes. La part més important la constitueix la decoració que envolta la porta d'entrada, de llinda recta i d'estil renaixentista, amb carreus sobre-aixecats. L'equilibri serè de la façana és trencat per elements moderns, com els balcons, de construcció molt posterior. L'edifici és cobert per una teulada a dues vessants, de les que una vessa al carrer. Sobre la llinda de la porta hi ha un escut, amb un nom malmès i la data de construcció. És al carrer del Tou, al costat de cal Miralles. El nom correspon a un malnom de la vila.

## Història
L'aparició de construccions renaixentistes amb posterioritat o simultàniament a l'aixecament de l'església parroquial denota una clara influència de corrents renovadors i també d'una certa prosperitat econòmica. Tot això és palès en el nombre de construccions civils renaixentistes al municipi. Totes elles són bastides semblantment pel que fa a la decoració, centrada únicament en la portalada principal. Aixecada el 1611, mentre es construïa l'església parroquial, Cal Catero, al costat de la plaça de la Vila, degué ser una casa important. A la fi del segle xix i principis del segle xx, segurament, es refeu la façana i s'hi bastiren els balcons actuals.